# Plantago sericea
Plantago sericea là một loài thực vật có hoa trong họ Mã đề. Loài này được Ruiz & Pav. miêu tả khoa học đầu tiên năm 1798.